# Asia Rugby Women's Championship 2022
El Asia Rugby Women's Championship de 2022 fue la undécima edición del torneo femenino de rugby.
En torneo representó el regreso del campeonato luego de cinco años a consecuencia de la pandemia de COVID-19, que provocó la suspensión del torneo en 2020 y 2021.

## Equipos participantes
- Selección femenina de rugby de Hong Kong
- Selección femenina de rugby de Kazajistán

## Desarrollo
| Pos. | Equipo     | Encuentros | Encuentros | Encuentros | Encuentros | Tantos  | Tantos    | Tantos     | Puntos Bonus | Puntos Totales |
| Pos. | Equipo     | jugados    | ganados    | empatados  | perdidos   | a favor | en contra | diferencia | Puntos Bonus | Puntos Totales |
| ---- | ---------- | ---------- | ---------- | ---------- | ---------- | ------- | --------- | ---------- | ------------ | -------------- |
| 1    | Hong Kong  | 2          | 2          | 0          | 0          | 45      | 29        | +16        | 0            | 8              |
| 2    | Kazajistán | 2          | 0          | 0          | 2          | 29      | 45        | -16        | 0            | 1              |

### Partidos
| 10 de diciembre | Hong Kong | 31 - 17 | Kazajistán | Siu Sai Wan Stadium, Hong Kong |  |

| 17 de diciembre | Hong Kong | 14 - 12 | Kazajistán | Hong Kong Football Club, Hong Kong |  |

| Bandera de Hong Kong |
| Campeón Hong Kong    |
| Primer título        |